# 无柄石泉柳
无柄石泉柳（学名：Salix shihtsuanensis var. sessilis）为杨柳科柳属下的一个变种。

## 扩展阅读
- 維基物種上的相關：无柄石泉柳